# Ruta D075 (Paraguay)
La Ruta Departamental 075, abreviado D075 es una carretera de Paraguay que une Asunción (Ruta PY03) con Nueva Asunción (Ruta PY09). Su extensión es de 9 kilómetros, y está ubicada en el distrito capital y en el Departamento de Presidente Hayes.
Su tramo empieza en el Jardín Botánico de Asunción, en la rotonda que hay con la avenida Artigas, luego sigue por el Puente Héroes del Chaco y continua del lado de Nueva Asunción, llegando hasta el empalme con la Ruta PY09.
El tramo completo quedó terminado y habilitado el 4 de marzo de 2024.

## Localidades
Las localidades más importantes por donde pasa esta ruta son:
| Kilómetro | Localidad      | Departamento     | Empalme |
| --------- | -------------- | ---------------- | ------- |
| 0         | Asunción       | Distrito Capital | PY03    |
| 9         | Nueva Asunción | Presidente Hayes | PY09    |

## Largo
| Departamento     | km |  |  |
|                  |    |  |  |
| Distrito Capital | 2  |  |  |
| Presidente Hayes | 7  |  |  |
| Total            | 9  |  |  |